# Önnestad
Önnestad est une localité suédoise dans la commune de Kristianstad en Scanie.

## Démographie
Sa population était de 1 442 habitants en 2020.